# Tomás Tavares
Tomás Franco Tavares (Peniche, 2001. március 7. –) portugál korosztályos válogatott labdarúgó, az AVS játékosa.

## Pályafutása

### Klubcsapatokban
Tavares a portugáliai Peniche városában született. Az ifjúsági pályafutását a fővárosi Brnfica akadémiájánál kezdte.
2019-ben mutatkozott be a Benfica tartalék és első csapatában is. Először a 2019. szeptember 17-ei, RB Leipzig ellen hazai pályán 2–1-re elvesztett Bajnokok Ligája mérkőzésen lépett pályára. A ligában a szeptember 28-ai, Vitória elleni találkozó 77. percében André Almeida cseréjeként debütált. A 2020–21-es szezon első felében a spanyol Deportivo Alavés, míg a második felében a Farense csapatát erősítette kölcsönben. 2021. augusztus 31-én egyéves kölcsönszerződést kötött a svájci első osztályban szereplő Basel együttesével. Először a 2021. szeptember 12-ei, Lugano elleni mérkőzés 62. percében Michael Langot váltva lépett pályára. Első gólját szeptember 26-án, a Zürich ellen 3–1-re megnyert találkozón szerezte. 2023. január 24-én az orosz Szpartak Moszkva három és félévre szerződtette. 2024. július 23-án az osztrák LASK Linz a 2024–25-ös szezonra kölcsönbe vette. 2025. január 15-én felbontotta az osztrák klub a szerződését. Ugyanezen a napon a Szpartak Moszkva csapatától is távozott. 2025. január 22-én a portugál AVS Futebol SAD a szezon végéig szerződtette.

### A válogatottban
Tavares az U17-estől az U19-esig minden korosztályban képviselte Portugáliát.
2019-ben debütált a U21-es válogatottban. Először 2019. november 14-én, Szlovénia ellen 0–0-ás döntetlennel zárult barátságos mérkőzésen lépett pályára.

## Statisztika
2022. május 8. szerint.
| Klub                          | Szezon   | Bajnokság          | Bajnokság | Bajnokság | Kupa  | Kupa  | Nemzetközi | Nemzetközi | Összesen | Összesen |
| Klub                          | Szezon   | Bajnokság          | Mérk.     | Gólok     | Mérk. | Gólok | Mérk.      | Gólok      | Mérk.    | Gólok    |
| ----------------------------- | -------- | ------------------ | --------- | --------- | ----- | ----- | ---------- | ---------- | -------- | -------- |
| Benfica                       | 2019–20  | Primeira Liga      | 12        | 0         | 7     | 0     | 7          | 0          | 26       | 0        |
| Deportivo Alavés (kölcsönben) | 2020–21  | La Liga            | 3         | 0         | 2     | 0     | 0          | 0          | 5        | 0        |
| Farense (kölcsönben)          | 2020–21  | Primeira Liga      | 18        | 0         | 0     | 0     | 0          | 0          | 18       | 0        |
| Basel (kölcsönben)            | 2021–22  | Swiss Super League | 18        | 1         | 2     | 0     | 8          | 0          | 28       | 1        |
| Összesen                      | Összesen | Összesen           | 51        | 1         | 11    | 0     | 15         | 0          | 77       | 1        |